# 博罗县
博罗县为中华人民共和国广东省下辖县份，隶属惠州市。博罗于前214年置县，名“傅罗”，西晉武帝太康元年 （ 公元280年 ）改“傅罗”称“博罗”县至今。博罗县位于广东省中南部、珠江三角洲东北端，东江下游北岸，县境东北与河源市源城区、东源县和紫金县交界，东南与惠阳区、惠城区相连，南隔东江与东莞市相望，西与广州市增城区相连。博罗县面积2,795平方公里，縣政府駐罗阳街道博惠路82號。中欧班列货运红海站设在本县与东莞市、广州市的黄金交界点---石湾镇。
博羅是嶺南四大文明古縣之一，客家文化、紅色文化、中醫藥文化等交相輝映，文化先後融合廣府、客家、潮汕等眾多民系的文化，形成了既有嶺南文化共性，又有鮮明地域個性的多元文化。
博罗县是全国文明城市，中国工业百强县， 国家知识产权强县工程示范县，全国县域经济综合竞争力、投资潜力100强。2023年博罗县地区生产总值达838.89亿元。

## 历史

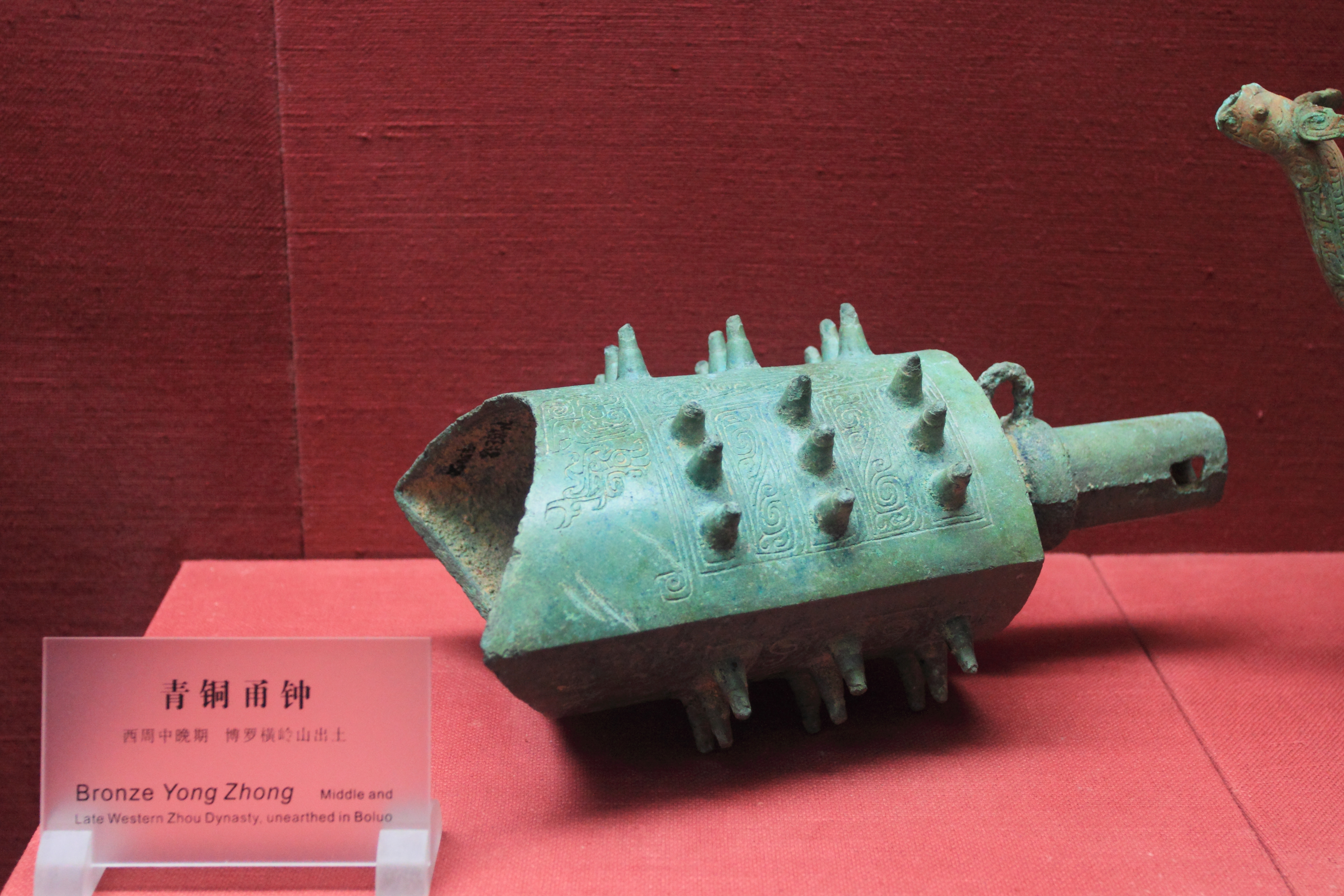
博羅橫嶺山出土青銅甬鐘

秦統一中國之前，嶺南為百越之地，分佈眾多土邦小國，博羅所在的地方稱為「縛婁國」，靠近今罗浮山。古越語「羅」「浮」即「縛婁」異譯，其中「縛」「浮」表示「人」，「羅」或「婁」指「山洞」，故「縛婁」即「山裏之人」。
秦始皇三十三年（前214年）設傅羅縣，晉武帝太康元年（280年）改為博羅縣。1963年属于惠阳专区管辖，1988年属于惠州市管辖。是廣東省四大古縣之一。

## 行政区划
博罗县下辖2个街道办事处、14个镇、1个管委会：
罗阳街道、龙溪街道、石坝镇、麻陂镇、观音阁镇、公庄镇、杨村镇、柏塘镇、泰美镇、湖镇镇、长宁镇、福田镇、龙华镇、园洲镇、石湾镇、杨侨镇、横河镇和罗浮山管委会。

## 民族

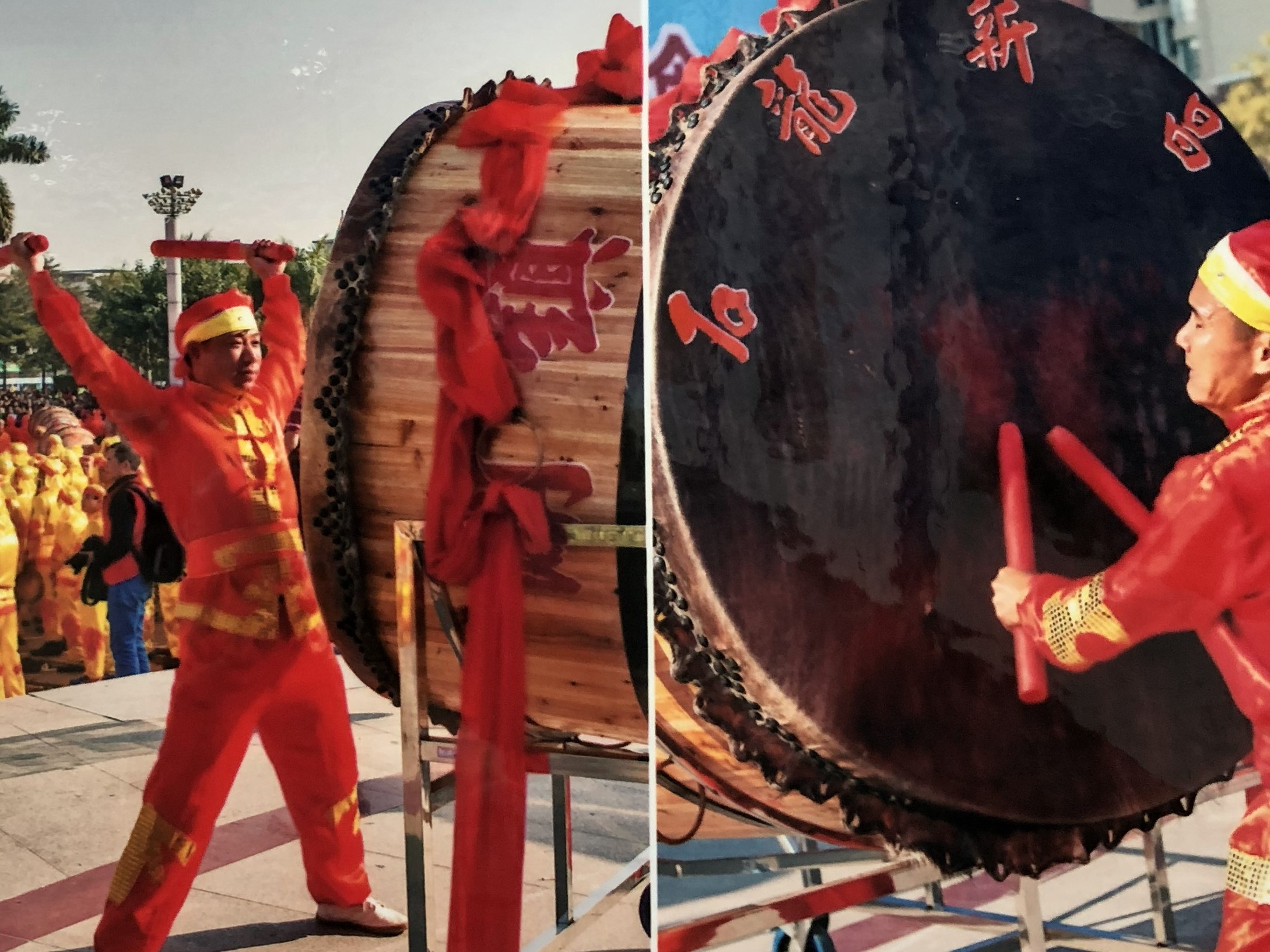
博罗大鼓。

博罗本地居民以汉族客家人为主。博罗亦是少数民族分布较多的广东县份之一，有瑶族、畲族等少数民族。

## 人口

### 古代人口史
惠州與河源市地處嶺南偏遠山區，在唐宋以前，除當地的百越土著（壯族、瑤族、苗人、疍家人、畲族（又特指輋族））和奉皇命「平南」軍隊，是中原漢人甚少涉足之地。據惠陽縣誌（2003）記載，至元末，今惠州所轄縣區共只9545戶45410人。換句話說，每平方公里只有不到1戶5人，基本上乃蠻荒之地。現在惠州與河源市600萬居民的祖先，大都是元末戰亂，明初建立衛所軍制和清初解除海禁令以後大批流入。

### 人口統計
2009年年末时户籍人口有813,730人。博罗下辖17个镇。
2021年，博羅縣常住人口121.2萬人，其中城鎮人口71.45萬人，農村人口49.75萬人，城鎮化率58.95%。户籍人口95.09萬人。

## 語言
1934年補修的《博羅縣誌》記戴「博羅立縣甚古，今環東江而居者，皆惠州語系。大半又自閩來，為漳州語系。泰市（今泰美鎮）瀛圖（今汝湖鎮仍圖社區）至水北、剝折嶺皆是也。西部之鐵場、石灣為廣州語系。近山則為客家語系。僅羅浮之瀾石有平婆語系。羅浮山洞有瑤人語系。鐵場外，江中，有疍語系。而博羅城則合各種語言自成為博羅語系。然語系同而分族則不一。大要皆越之族與中原民族之混合。龍華陳氏，最古之族。其他人多自北方徙殖。」
如今博罗通行客家话，客家话是博罗的主要方言；靠近东莞广州的石湾镇以及园洲两镇则多用粤语；另有闽南语、畲语，但分布较少且分散。
- 客家话：主要以惠中片客家话、本地話和平婆話為主。惠中片客家话分布于博罗大部分乡镇，和新惠小片的惠阳话十分接近； 博罗本地话和客家话相比差异较大但可以互通，和惠城话有近似之处但有一定的区别，从语音特点上语言界普遍的解释是“一种兼具粤语特点的客语”[11]；平婆话属客家话汀州片。实际上来源福建的漳潮客家话群，属闽南客家话的一种。受闽语的影响颇深。
- 闽语：主要是以鹤佬话为主，在靠近惠城的地区有较大范围的分布。鹤佬话使用者兼用客家话。
- 粤语：主要是以广府话为主，属粤语广府片，与从化、增城的粤语接近，而与广州话有所不同。广府话分布于靠近东莞的园州、石湾、九潭等地。
- 畲语：属汉藏语系苗瑶语族，不是汉语，亦不是畲族普遍使用的类似于客家话的畲话。分布于畲族地区。

## 经济
博罗县的农业比较有特色的是花卉、水果、蔬菜、生猪、三鳥等“三高农业”。博罗的工业以外向型经济为主，工业比较有特色的是建材、制药、纺织、服装、化工及电子等轻工业，境内有多个大型工业区，包括宝盛电子城、宏博工业城、梅花工业园、侨兴工业城、福兴工业城。
博罗为广东省较具实力的县（市），综合竞争力2010年位居全国百强县（市）第89位。2022年，全市GDP总量801.33亿元（折合112.0741亿美元），居广东各县（市）第3位；人均GDP为84，270元（合11，786美元），居各县（市）第6位。县内以罗阳、石湾镇、园洲镇的工业经济实力较强，名列全县之首。

## 旅游

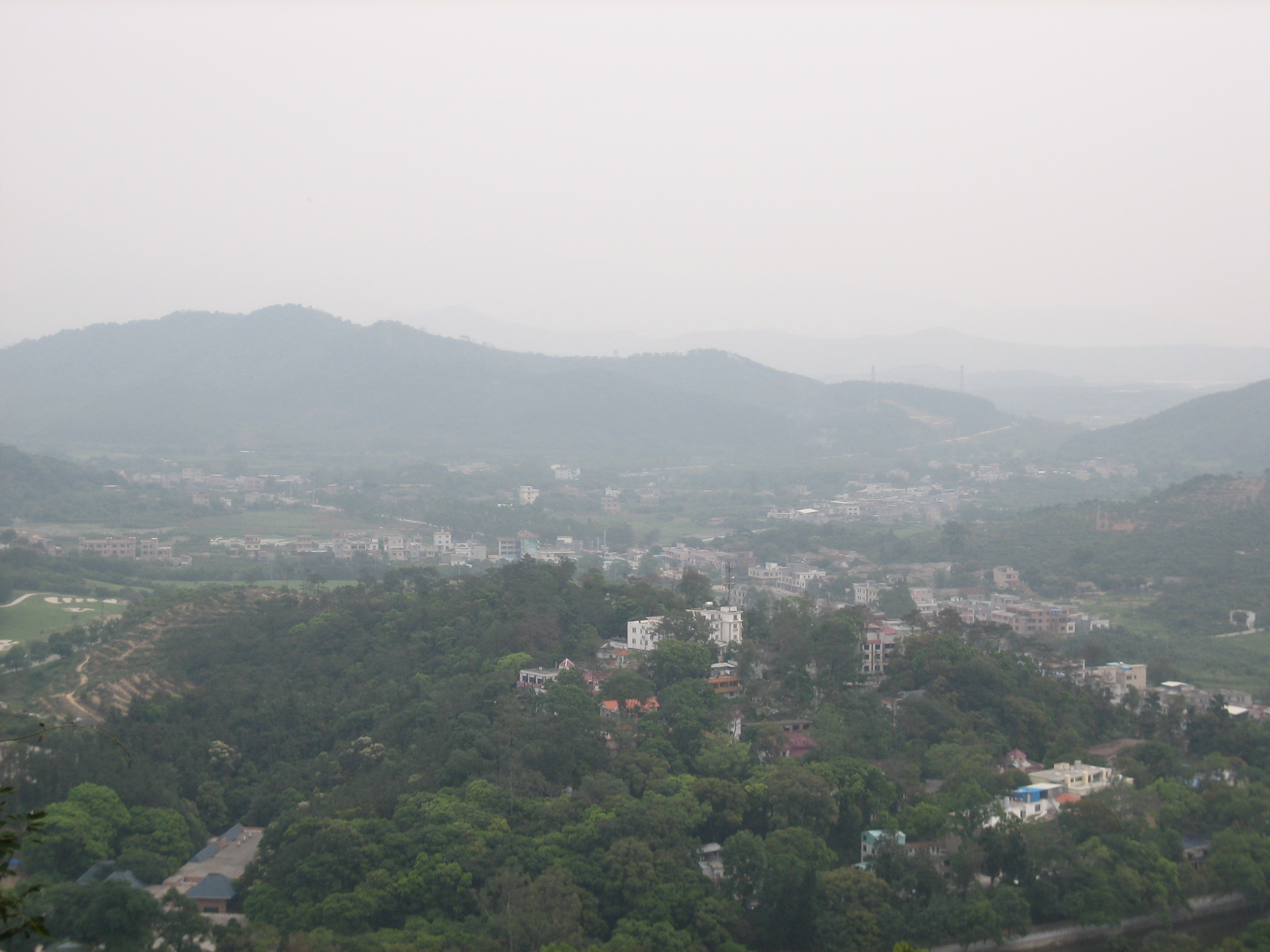
从罗浮山鸟瞰博罗县

博罗县旅游资源丰富，县内的罗浮山，被誉为“岭南第一山”，是中国道教十大名山之一。博罗县内有四星级酒店三家，是罗浮山大酒店、富华大酒店及嘉豪御景酒店。

## 交通
广河高速、 205国道、 220国道、 324国道、从莞高速、济广高速、京九铁路、广汕高铁、广梅汕铁路贯穿博罗全境， 广惠高速
和 惠河高速公路、 博深高速公路、 从莞深高速也在境内交汇，东江上有10座大桥与东莞、惠州相连，交通十分便利。
- 京九铁路：麻坡站、杨村镇站、泰美站、博罗东站
- 贛深客運專線：博罗北站
- 广汕高铁：罗浮山站、博罗站

## 特产
罗浮山大米：中国地理标志产品。
碑刻：
《鄔文開路碑》（刻於唐代武周二年）